# A világ leggyorsabb embere
A világ leggyorsabb embere a Flash – A Villám című televíziós sorozat második része. David Nutter rendezte, a zenét Blake Neely írta. A forgatókönyvet Andrew Kreisberg és Geoff Johns írták.

## Szereplők
| Karakter               | Színész                  | Szinkron         |
| ---------------------- | ------------------------ | ---------------- |
| Barry Allen/Flash      | Grant Gustin             | Szabó Máté       |
| Iris West              | Candice Patton           | Szilágyi Csenge  |
| Caitlin Snow           | Danielle Panabaker       | Ruttkay Laura    |
| Cisco Ramon            | Carlos Valdes            | Czető Roland     |
| Eddy Thawne            | Rick Cosnett             | Szatory Dávid    |
| Dr. Harrison Wells     | Tom Cavanagh             | Debreczeny Csaba |
| Joe West               | Jesse L. Martin          | Schneider Zoltán |
| David Singh kapitány   | Patrick Sabongui         | Rajkai Zoltán    |
| Danton Black/Multiplex | Michael Cristopher Smith |                  |

## Fogadtatása

### Nézők
Az epizódot 4,27 millióan látták, a 18–49 éves demográfiai csoportban pedig 1,7 értékelést kapott. Ez az előző epizód 4,83 millió nézőjéhez és az 1,9-es értékelésével szemben 12%-os visszaesés volt. Aznap a Flash volt a CW legnézettebb műsora, amivel megelőzte az Odaátot. Egyúttal ez volt a hét legnézettebb műsora is, amivel megelőzte a A zöld íjászt is. A CW másnap, 2014. október 15-én, szerdán ismét műsorra tűzte a filmet, A zöld íjász után. A részt 1,67 millióan nézték meg, és 0,5-es értékelést ért el a 18–49 éves korosztályban.

### Kritikai fogadtatás
"A világ leggyorsabb embere" pozitív visszhangot váltott ki a kritikusokból.  Jesse Schedeen az IGN-nél a 10-ből 8,6 pontot adott, és „nagyszerűnek” minősítette azt. Ezt írta a beszámolójában: „A Flash a második résszel csak még jobb lett.  A műsornak jót tesz a nagy adag bizalom, amiben megalkotja Barry Allen világát és a S.T.A.R. Labsnél és a  West családban létrehozza a kapcsolatrendszerét. A műsorban van dráma is, de emellett megfér a szuperhős számos jelenete, és belefér még sok világos poén is. Biztos szép lenne, ha az írók még jobban ki tudnák dolgozni a bűnös9k jellemét, mielőtt megölnék őket, de remélhetőleg idővel majd ezt is megoldják.”
A The A.V. Clubnál Scott Von Doviak a résznek "B+" minősítést adott, és ezt írta róla: „Azzal, hogy megalkotta a Flash eredeti világát, és azzal, hogy összerázta a csapatot, 'A világ leggyorsabb embere' már tisztább képet ad arról, mire számíthatunk a Flash további részeiben. Ha nem lenne világos, hogy a televíziós változat nem riad vissza a könyvben szerepkő sci-fis jelenetektől, akkor a második rész után erről nem lehetnek kétségeink. Legkésőbb akkor világos lesz. mikor Scarlet Speedster a magát tucatszámra, akár százszűmra másolni képes bűnözők ellen ered.” 
Chancellor Agard az EW-nél ezt állította: "Utólag a Flash sorozat premierje nem volt annyira jó, mint amennyire ezt sokan gondolták. Kétség kívül jó, hogy végre van egy olyan DC Comics adaptáció, ami legalább annyira tiszteletben tartotta az eredeti változatot, hogy nem lett a show „sötét”, „egyenetlen”, hogy a közönség kedvében járjanak. Az izgalmak ellenére könnyen elveszhettünk a cselekmény fonalában, mai nem mindig állt össze. Volt pár nagyszerűen kidolgozott és megvalósított pillanat, de legalább annyiszor volt kidolgozatlan a történet (leginkább a támogató karakterek és a párbeszédek terén lehetett ezt érezni.) Az e heti rész összességében jobb, és ebből már jobban lehet sejteni, mire képes a sorozat a szereplőkkel.”
Alan Sepinwall a HitFixnél ezt írta: "Összességében a 'A világ leggyorsabb embere' igazából elismételte azt a TV-s formát, mely szerint ismételd meg a kezdetet 5--6 alkalommal, míg a közönség rá nem jön, miről szól a történet. A történet nem minden része volt egyedi, de elegendő ahhoz, hogy azt remélhessem, a kreatív csapat hamarosan összerázódik.”